# هنری لاندرو
هنری لاندرو (Henri Désiré Landru) (۱۲ آوریل ۱۸۶۹–۲۵ فوریه ۱۹۲۲) یک قاتل سریالی با نام مستعار ریش‌آبی بود که حداقل هفت زن را در روستای Gambais بین دسامبر ۱۹۱۵ و ژانویه ۱۹۱۹ به قتل رساند. لاندرو حداقل سه زن دیگر به همراه یک مرد جوان را در فاصله دسامبر ۱۹۱۴ تا اوت ۱۹۱۵ در شهر Vernouillet در حدود ۳۵ کیلومتری شمال غربی پاریس کشت. تعداد واقعی قربانیان لاندرو و بقایای اجساد آن‌ها هرگز پیدا نشد که به احتمال زیاد تعداد آن‌ها بیشتر بوده‌است. لاندرو پس از قتل قربانیان خود، جسد آن‌ها را در کوره مخصوصی می‌سوزاند. چارلی چاپلین پس از جنگ جهانی دوم فیلمی به نام موسیو وردو را ساخت که براساس شخصیت و زندگی لاندرو بوده‌است.

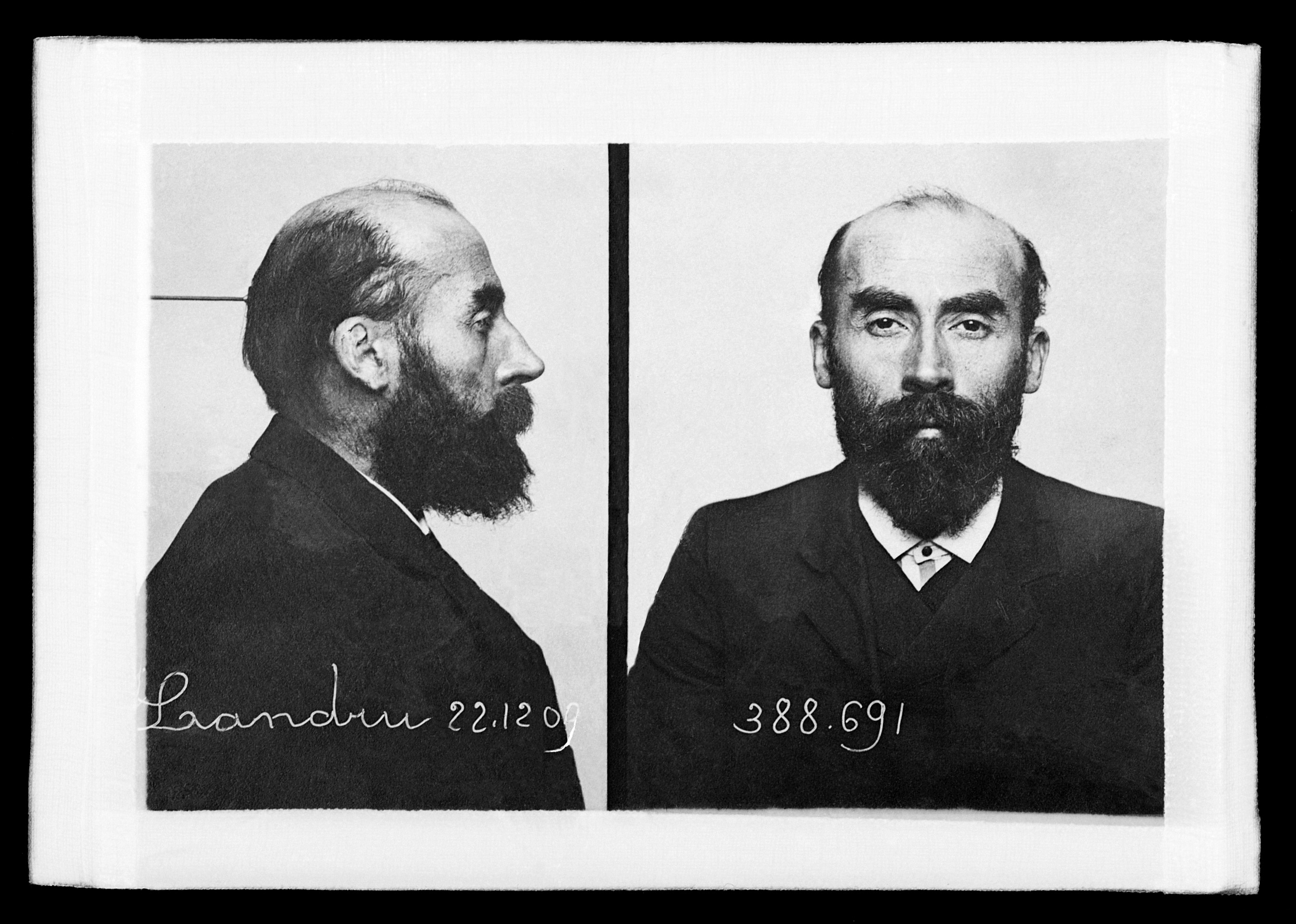
تصویری از لاندرو در ۲۲ دسامبر ۱۹۰۹

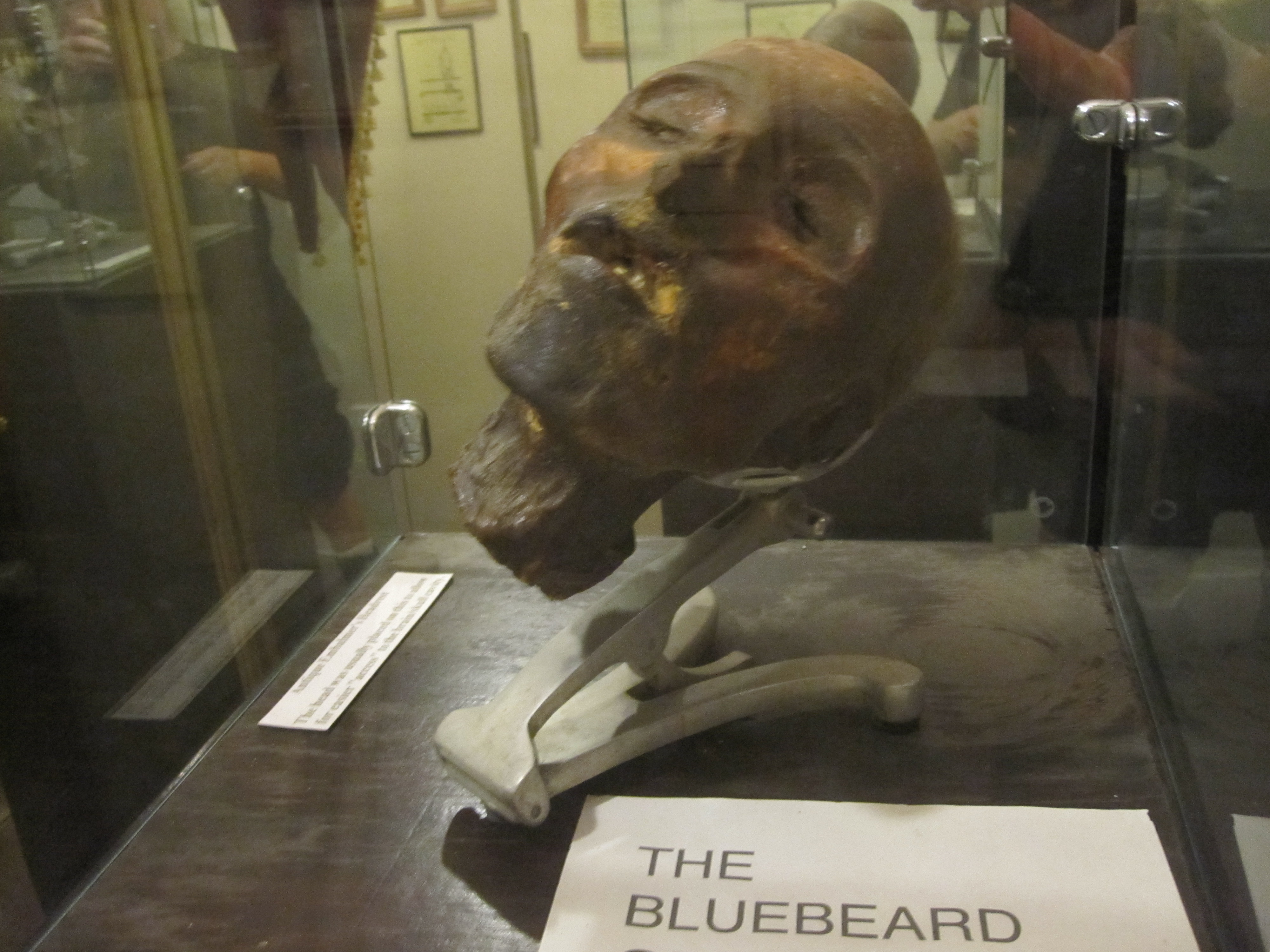
سر هنری لاندرو در موزه جرم و جنایت فرانسه

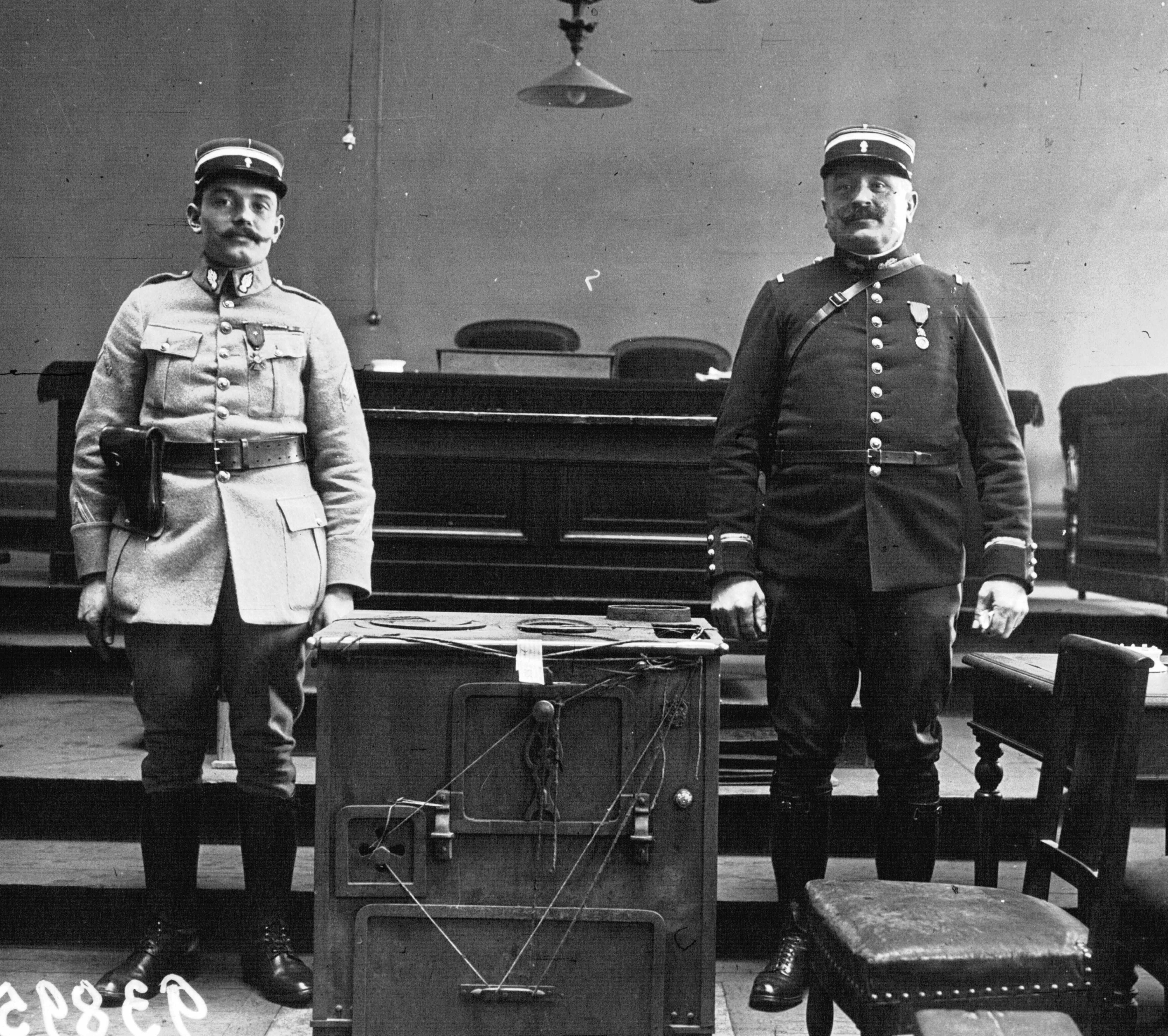
اجاق جسد سوزی هنری لاندرو

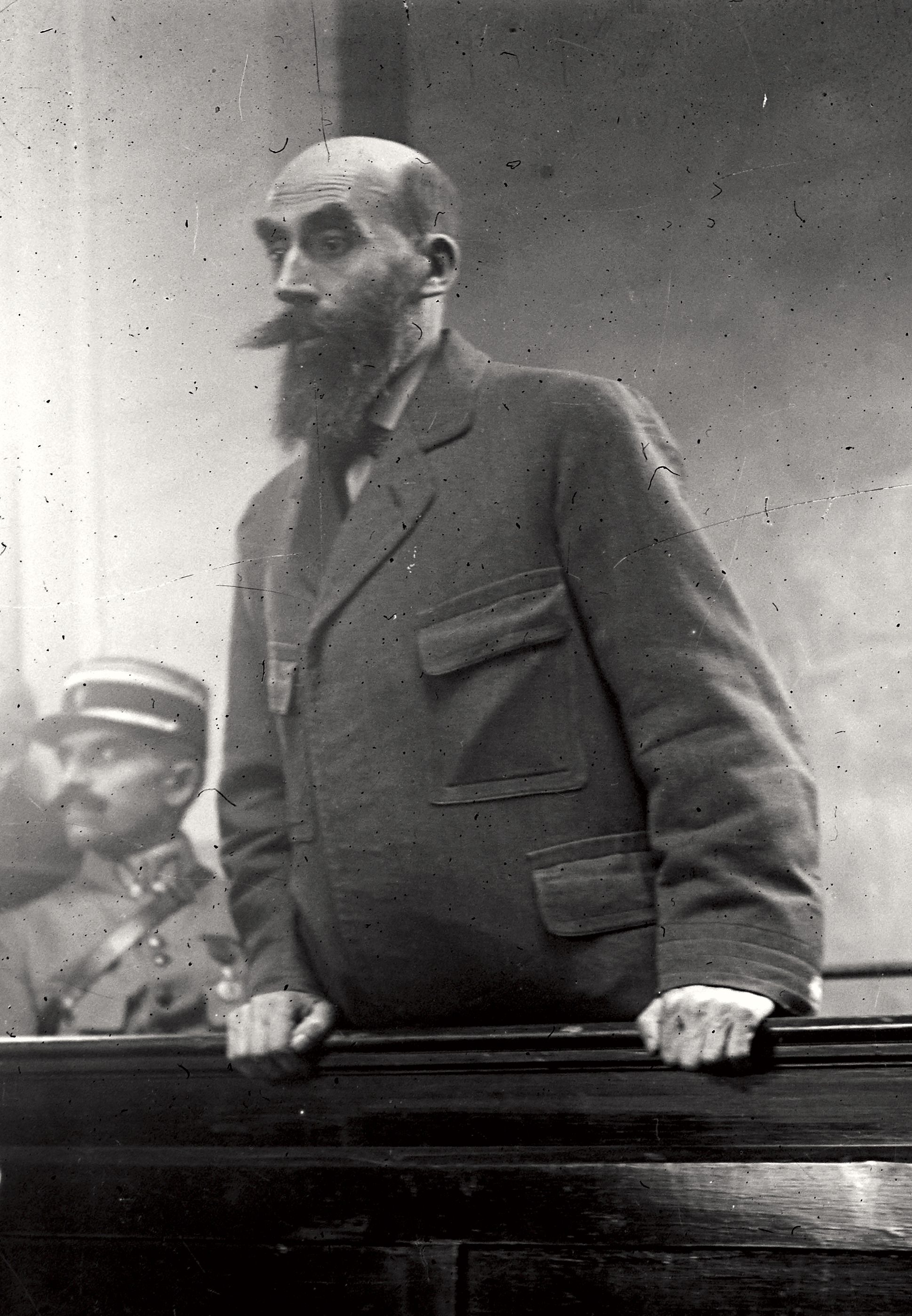
لاندرو در جلسه دادگاه

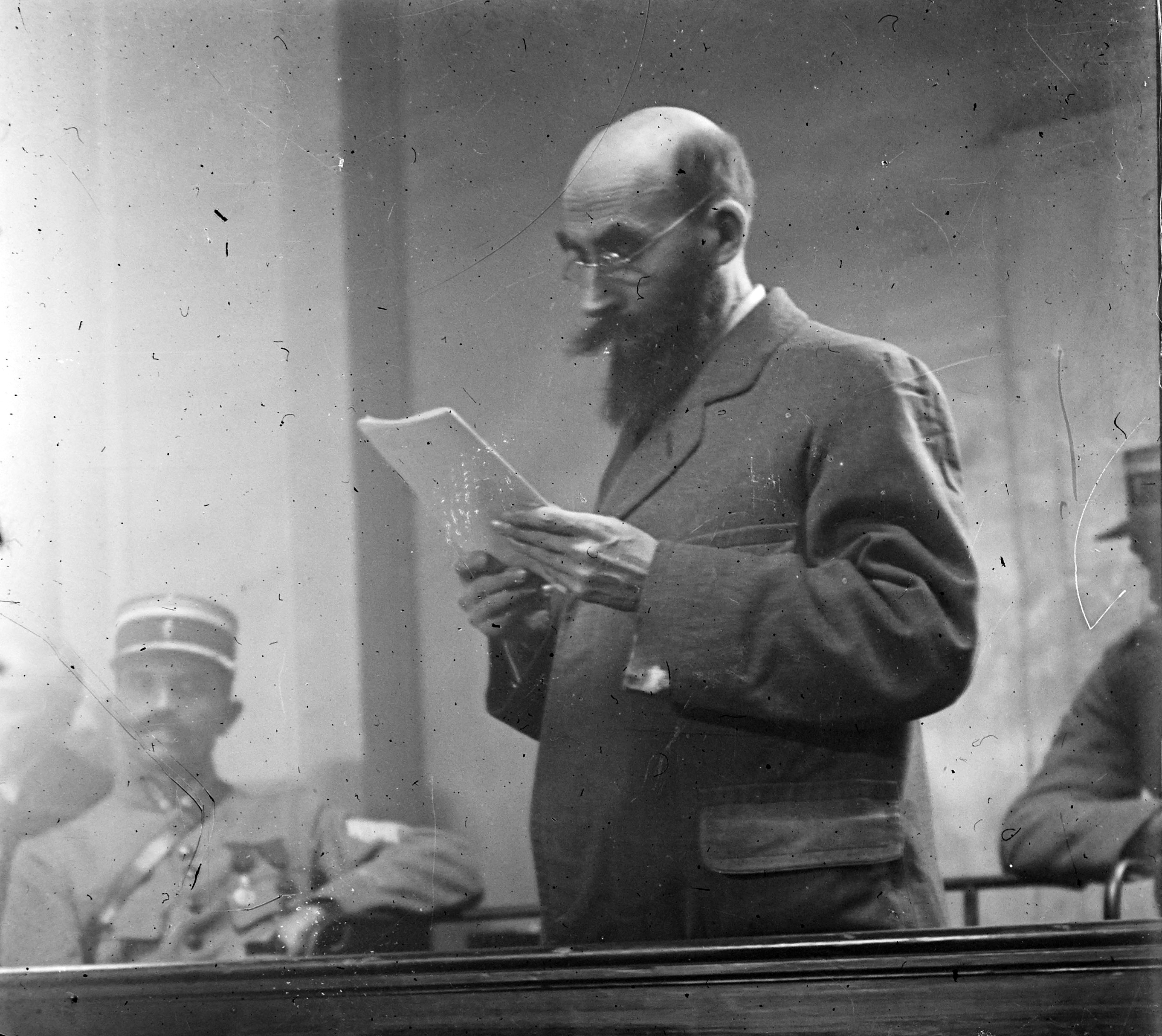
لاندرو در حال قرائت متن دفاعیه خود جلسه دادگاه

## کتابشناسی
- باردنز، دنیس، The Ladykiller: جنایات Landru، ریش آبی، P. Davies، لندن، ۱۹۷۲.
- بلین، ج. کمیسر بلین. Trente Ans de Sûreté Nationale , Bibliothèque FranceSoir، پاریس، ۱۹۵۰.
- Béraud , Henri , Bourcier , Emmanuel & Salmon , André، L'Affaire Landru، آلبین میشل، پاریس، ۱۹۲۴.
- Bernède, Arthur, Landru , Jules Tallandier, Paris، ۱۹۳۱.
- بیاگی-چای، Francesca , Le cas Landru à la lumière de la psychoanalyse، ایماگو، پاریس، ۲۰۰۷.
- Darmon , Pierre , Landru , Plon، پاریس، ۱۹۹۴
- گونزالس، کریستین، موسیو لندرو، Scènes de Crimes، پاریس، ۲۰۰۷.
- Jaeger, Gérard, Landru: bourreau des cœurs , L'Archipel, Paris، ۲۰۰۵.
- Lanzalavi , Dominique , Vincent de Moro Giafferri: Défendre l'homme, toujours , Ajaccio, Albiana، ۲۰۱۱.
- لو کوکس، ویلیام، لندرو: امور عاشقانه مخفی او، استنلی پل و شرکت، لندن، ۱۹۲۲.
- مکنزی، FA (ویراستار)، لندرو، جفری بلس، لندن، ۱۹۲۸.
- ماسون، رنه، لندرو، لو بارب-بلو د گامبیس، نوآواز جامائیس، پاریس، ۱۹۷۴.
- میشال، برنارد، لس مونسترس، Bibliomnibus، پاریس، ۲۰۱۴.
- Sagnier , Christine , L'Affaire Landru , Editions de Vecchi، پاریس، ۱۹۹۹.
- Tomlinson, Richard, Landru's Secret: The Seductions Deadly of Lonely Hearts France Killer Serial , Pen & Sword, Yorkshire and Philadelphia، ۲۰۱۸.
- ویکفیلد، هربرت راسل، لندرو، ریش آبی فرانسوی، داکورث، لندن، ۱۹۳۶.
- یونگ، اریک، لندرو: ۶ ساعت 10 Temps Clair , Editions Télémaque، پاریس، ۲۰۱۳.